# Colpodia indubitata
Colpodia indubitata är en tvåvingeart som först beskrevs av Frederick Askew Skuse 1888.  Colpodia indubitata ingår i släktet Colpodia och familjen gallmyggor. Inga underarter finns listade i Catalogue of Life.